# Championnats du monde de karaté 1992
Navigation
Édition précédente Édition suivante
Les championnats du monde de karaté 1992 ont eu lieu à Grenade, en Espagne, en 1992. Il s'agissait de la onzième édition des championnats du monde de karaté senior et de la première à proposer une compétition de kumite féminin par équipes. Au total, 712 karatékas provenant de 72 pays du monde ont participé aux seize épreuves au programme.

## Résultats

### Épreuves individuelles

#### Kata
| Rang | Pays    | Karatéka        |
| ---- | ------- | --------------- |
| 1    | Espagne | Luis-Maria Sanz |
| 2    | Japon   | Ryoke Abe       |
| 3    | France  | Laurent Riccio  |

| Rang | Pays       | Karatéka     |
| ---- | ---------- | ------------ |
| 1    | Japon      | Yukio Mimura |
| 2    | États-Unis | M. Genung    |
| 3    | Espagne    | Narcisco San |

#### Kumite

##### Kumitemasculin
| Rang | Pays    | Karatéka            |
| ---- | ------- | ------------------- |
| 1    | Turquie | Veysel Burgur       |
| 2    | Espagne | David Luque Camacho |
| 3    | France  | Damien Dovy         |
| 3    | Japon   | N. Fujita           |

| Rang | Pays      | Karatéka      |
| ---- | --------- | ------------- |
| 1    | Espagne   | J. Rubio      |
| 2    | Turquie   | B. Kandaz     |
| 3    | Allemagne | Murat Uysal   |
| 3    | Finlande  | Janne Timonen |

| Rang | Pays        | Karatéka         |
| ---- | ----------- | ---------------- |
| 1    | Royaume-Uni | William Thomas   |
| 2    | Japon       | Junichi Watanabe |
| 3    | France      | M. Oggianu       |
| 3    | Pays-Bas    | R. Rivano        |

| Rang | Pays        | Karatéka        |
| ---- | ----------- | --------------- |
| 1    | Royaume-Uni | Wayne Otto      |
| 2    | Norvège     | Jørn-Ove Hansen |
| 3    | Allemagne   | Bertold Burkle  |
| 3    | Espagne     | Tomas Herreri   |

| Rang | Pays                   | Karatéka         |
| ---- | ---------------------- | ---------------- |
| 1    | Espagne                | José Manuel Egea |
| 2    | Tchécoslovaquie        | M. Gachulinec    |
| 3    | Curaçao                | Dudley Josepa    |
| 3    | Antilles néerlandaises | Christophe Pinna |

| Rang | Pays      | Karatéka     |
| ---- | --------- | ------------ |
| 1    | Australie | B. Peakall   |
| 2    | France    | Serge Tomao  |
| 3    | Espagne   | J. Hernandez |
| 3    | Pays-Bas  | H. Roovers   |

| Rang | Pays      | Karatéka   |
| ---- | --------- | ---------- |
| 1    | Japon     | A. Hayashi |
| 2    | -         | -          |
| 3    | Allemagne | Toni Dietl |
| 3    | -         | -          |

##### Kumiteféminin
| Rang | Pays        | Karatéka        |
| ---- | ----------- | --------------- |
| 1    | Australie   | C. Machin       |
| 2    | Royaume-Uni | Jillian Toney   |
| 3    | France      | Maryse Mazurier |
| 3    | Turquie     | O. Yaman        |

| Rang | Pays        | Karatéka          |
| ---- | ----------- | ----------------- |
| 1    | Royaume-Uni | Molly Samuels     |
| 2    | Italie      | Chiara Stella Bux |
| 3    | Espagne     | Carmen Garcia     |
| 3    | Modèle:NON  | T. Petrovic       |

| Rang | Pays      | Karatéka           |
| ---- | --------- | ------------------ |
| 1    | France    | Catherine Belrhiti |
| 2    | Turquie   | Nuhran Firat       |
| 3    | Allemagne | Silvia Wiegärtner  |
| 3    | Japon     | Y. Yoneda          |

### Épreuve par équipes

#### Kata
| Rang | Pays    |
| ---- | ------- |
| 1    | Japon   |
| 2    | Espagne |
| 3    | France  |

| Rang | Pays       |
| ---- | ---------- |
| 1    | Japon      |
| 2    | États-Unis |
| 3    | Espagne    |

#### Kumite
| Rang | Pays                              |
| ---- | --------------------------------- |
| 1    | Espagne (José María Torres, etc.) |
| 2    | Suède                             |
| 3    | France                            |
| 3    | Japon                             |

| Rang | Pays        | Karatékas                    |
| ---- | ----------- | ---------------------------- |
| 1    | Royaume-Uni |                              |
| 2    | Pays-Bas    |                              |
| 3    | France      |                              |
| 3    | Italie      | Chiara Stella Bux, notamment |

## Tableau des médailles
Au total, 58 médailles ont été attribuées à 17 pays différents, et six remportent avec au moins une médaille en or. Pays hôte, l'Espagne termine en tête du tableau des médailles avec onze médailles.
| Tableau des médailles |                        |    |        |        |       |
| Rang                  | Pays                   | Or | Argent | Bronze | Total |
| 1                     | Espagne                | 4  | 2      | 5      | 11    |
| 2                     | Japon                  | 4  | 2      | 3      | 9     |
| 3                     | Royaume-Uni            | 4  | 1      | 0      | 5     |
| 4                     | Australie              | 2  | 0      | 0      | 2     |
| 5                     | Turquie                | 1  | 2      | 1      | 4     |
| 6                     | France                 | 1  | 1      | 7      | 9     |
| 7                     | États-Unis             | 0  | 2      | 0      | 2     |
| 8                     | Pays-Bas               | 0  | 1      | 2      | 3     |
| 9                     | Italie                 | 0  | 1      | 1      | 2     |
| 10                    | Norvège                | 0  | 1      | 0      | 1     |
| 10                    | Tchécoslovaquie        | 0  | 1      | 0      | 1     |
| 10                    | Suède                  | 0  | 1      | 0      | 1     |
| 13                    | Allemagne              | 0  | 0      | 4      | 4     |
| 14                    | Antilles néerlandaises | 0  | 0      | 1      | 1     |
| 14                    | Curaçao                | 0  | 0      | 1      | 1     |
| 14                    | Finlande               | 0  | 0      | 1      | 1     |
| 14                    | Modèle:NON             | 0  | 0      | 1      | 1     |